# Ochranná organizace autorská
Ochranná organizace autorská – Sdružení autorů děl výtvarného umění, architektury a obrazové složky audiovizuálních děl (OOA-S) je spolek autorů výtvarných děl a dědiců, která zastupuje sebe a další umělce a dědice při hromadné správě práv, která si většinou nemohou spravovat sami. Je držitelem výhradního oprávnění Ministerstva kultury ČR k výkonu kolektivní správy autorských práv pro autory oboru výtvarného a oboru architektonického (oprávnění ze dne 9. 7. 1997, č.j. 5534/97 a 5. 8. 2009, č.j. 2797/2009 v právní moci od 13. 8. 2009). Kolektivní správa spočívá v nepřímém zastoupení nositelů práv, takže za ně svým jménem v jejich prospěch sjednává s uživateli děl hromadné smlouvy o užití díla, vybírá za toto užití odměny a odpovídá za jejich spravedlivé rozdělení zastupovaným subjektům.
OOA-S je členem mezinárodní organizace IFRRO a EVA. Členem OOA-S se může stát každý autor výtvarných děl či jeho dědicové, a to na základě smlouvy o zastupování, členství v OOA-S je bezplatné.